# Бродрик, Чарльз, 6-й виконт Мидлтон
Чарльз Бродрик, 6-й виконт Мидлтон (англ. Charles Brodrick, 6th Viscount Midleton; 14 сентября 1791 — 2 декабря 1863) — британский дворянин и пэр.

## Биография
Родился 14 сентября 1791 года. Старший сын Чарльза Бродрика (1761—1822), архиепископа Кашеля, и Мэри Вудворд, дочери преподобного Ричарда Вудворда. Внук Джорджа Бродрика, 3-го виконта Мидлтона. Он получил образование в колледже Святого Иоанна Кембриджского университета и был принят в Линкольнс-Инн в 1813 году для практики в качестве адвоката.
1 ноября 1848 года после смерти своего бездетного двоюродного брата, Джорджа Алана Бродрика, 5-го виконта Мидлтона (1806—1848), Чарльз Бродрик унаследовал титулы 6-го виконта Мидлтона из Мидлтона в графстве Корк (Пэрство Ирландии), 6-го барона Бродрика из Мидлтона в графстве Корк (Пэрство Ирландии) и 3-го барона Бродика из Пепер-Хароу в графстве Суррей (Пэрство Великобритании), став членом Палаты общин Великобритании.
Бродрик был активным членом нескольких англиканских благотворительных и миссионерских организаций, включая Общество распространения Евангелия за рубежом, Миссионерское общество церкви Бата, Общество чтецов Священного Писания в Ирландии и Общество распространения христианства среди евреев.

## Личная жизнь
5 мая 1825 года Чарльз Бродрик женился на достопочтенной Эмме Стэплтон (? — 29 декабря 1879), дочери Томаса Стэплтона, 12-го лорда ле Деспенсера, и Элизабет Элиот. У супругов было две дочери:
- Достопочтенная Мэри Эмма Бродрик (20 февраля 1826 — 25 мая 1896)[1], в 1965 году она вышла замуж за Уильяма Уиллоуби Коула, 3-го графа Эннискиллена
- Достопочтенная Альбиния Фрэнсис Бродрик (5 мая 1831 — 18 марта 1918)[1], в 1858 году она вышла замуж за Александра Сэмюэля Лесли-Мелвилла, от брака с которым у неё было семеро детей.

Виконт Мидлтон скончался 2 декабря 1863 года в возрасте 72 лет. Ему наследовал его младший брат, преподобный Уильям Джон Бродрик (1798—1870).